# Талий Ключ (Краснощоковський район)
Та́лий Ключ (рос. Талый Ключ) — селище у складі Краснощоковського району Алтайського краю, Росія. Входить до складу Чинетинської сільської ради.

## Населення
Населення — 2 особи (2010; 4 у 2002).
Національний склад (станом на 2002 рік):
- росіяни — 100 %